# Slovenija na Zimskih olimpijskih igrah 1998
Slovenija na Zimskih olimpijskih igrah 1998, ki so potekale v Naganu, Japonska. To je bil tretji nastop na Zimskih olimpijskih igrah za Slovenijo, ki jo je zastopalo štiriintrideset športnikov v osmih športnih. Na otvoritveni slovesnosti je bil zastavonoša Primož Peterka. Slovenskim športnikom ni uspelo osvojiti olimpijske medalje.

## Medalje
|           | Zlato | Srebro | Bron | Skupno |
| Slovenija | 0     | 0      | 0    | 0      |